# Michael Conrad
Michael Conrad est un acteur américain, né le 16 octobre 1925 à New York, et mort le 22 novembre 1983 à Los Angeles. Il est surtout connu pour son rôle du sergent Phil Esterhaus dans la série Capitaine Furillo.

## Filmographie

### Au cinéma
- 1958 : The Mugger : Guy Throwing Craps
- 1962 : Requiem pour un champion (Requiem for a Heavyweight), de Ralph Nelson : Le gangster de Ma Greeny
- 1965 : Le Seigneur de la guerre (The War Lord), de Franklin J. Schaffner : Rainault
- 1968 : Les Corrupteurs (Sol Madrid), de Brian G. Hutton : Scarpi
- 1968 : Le Fantôme de Barbe-Noire (Blackbeard's Ghost), de Robert Stevenson : Pinetop Purvis
- 1968 : Three Guns for Texas de David Lowell Rich : Willy G. Tinney
- 1969 : Un château en enfer (Castle Keep), de Sydney Pollack : Sgt. DeVaca
- 1969 : On achève bien les chevaux (They Shoot Horses, Don't They?), de Sydney Pollack : Rollo
- 1970 : Monte Walsh, de William A. Fraker : Dally Johnson
- 1971 : Head On de Edward Lakso : Mike
- 1971 : The Todd Killings : Détective Shaw
- 1972 : Thumb Tripping de Quentin Masters : Diesel
- 1972 : Un flic, de Jean-Pierre Melville : Louis Costa
- 1973 : Scream Blacula Scream, de Bob Kelljan : Shériff Dunlop
- 1974 : W de Richard Quine : Lt. Whitfield
- 1974 : Plein la gueule (The Longest Yard), de Robert Aldrich : Nate Scarboro
- 1975 : Gone with the West (en) : Smithy
- 1976 : Baby Blue Marine (en) de John D. Hancock : Sergent instructeur
- 1976 : Deux Farfelus à New York (Harry and Walter Go to New York), de Mark Rydell : Billy Gallagher
- 1981 : Las Mujeres de Jeremías
- 1981 : Cattle Annie and Little Britches de Lamont Johnson : Ingénieur

### À la télévision
- 1969 : Le Virginien saison 7 épisode 26 (The stranger) : Sam Marish
- 1970 : Le Virginien saison 8 épisode 16 (Nightmare) : John White
- 1972 : Mission impossible saison 7 épisode 5 (L'Arme absolue (Tod-5)) : Ralph Davies
- 1973 : Wheeler and Murdoch : Turk
- 1973 : The Third Girl from the Left : Hugh
- 1974 : The Rangers : Frank
- 1975 : Le Triangle du diable (Satan's Triangle), téléfilm de Sutton Roley : Lt. Cmdr. Pagnolini
- 1975 : Delancey Street: The Crisis Within : Robert John Holtzman
- 1975 : The First 36 Hours of Dr. Durant : Graham
- Starsky et Hutch (Starsky and Hutch) 1) Episode pilote, 1975): Cannelli + 2) 1976, Saison 2 Ep 12, Bras de fer : Capitaine Mike Ferguson
- 1977 : La Petite Maison dans la prairie (The House on the Prairie) (Série télévisée) (saison 4 épisode 8) (Une décision difficile (The Aftermath) ) : Broder
- 1977 : L'Homme qui valait trois milliards (The Six Million Dollar Man) (série télévisée) (saison 4 épisode 19) : Boris Retsky
- 1978 : La Conquête de l'Ouest (How the West Was Won), feuilleton : Marshal Russell (épisodes 7-10)
- 1979 : Bordello : Spencer Dalton
- 1979 : Donovan's Kid : Silas Rumford
- 1981 : Fire on the Mountain, de Donald Wrye, téléfilm de Donald Wrye : Le colonel Desalius
- 1981 : Capitaine Furillo (Hill Street Blues) : sergent Phil Esterhaus